# Amphelictus milleri
Amphelictus milleri là một loài bọ cánh cứng trong họ Cerambycidae.